# ニース・ポート・タルボット
ニース・ポート・タルボット （英語: Neath Port Talbot、ウェールズ語: Bwrdeistref Sirol Castell-nedd Port Talbot）は、ウェールズ南部のカウンティ・バラ。ウェールズの地方自治体では8番目、カウンティ・バラでは3番目に人口が多い。
ロンザ・カノン・タフ、ブリジェンドと東側、カーマーゼンシャー、ポーイスと北側、スウォンジと西側で接している。

## 姉妹都市
- アルバセテ、スペイン
- バニュー、フランス
- エスリンゲン・アム・ネッカー、ドイツ
- ハイルブロン、ドイツ
- ピョートルクフ・トルィブナルスキ、ポーランド
- スヒーダム、オランダ
- ウーディネ、イタリア
- ヴェレニエ、スロベニア
- ヴィエンヌ、フランス

## 著名な出身者
- C・W・ニコル - 作家
- メリー・ホプキン - シンガーソングライター